# Aphraate le Sage persan

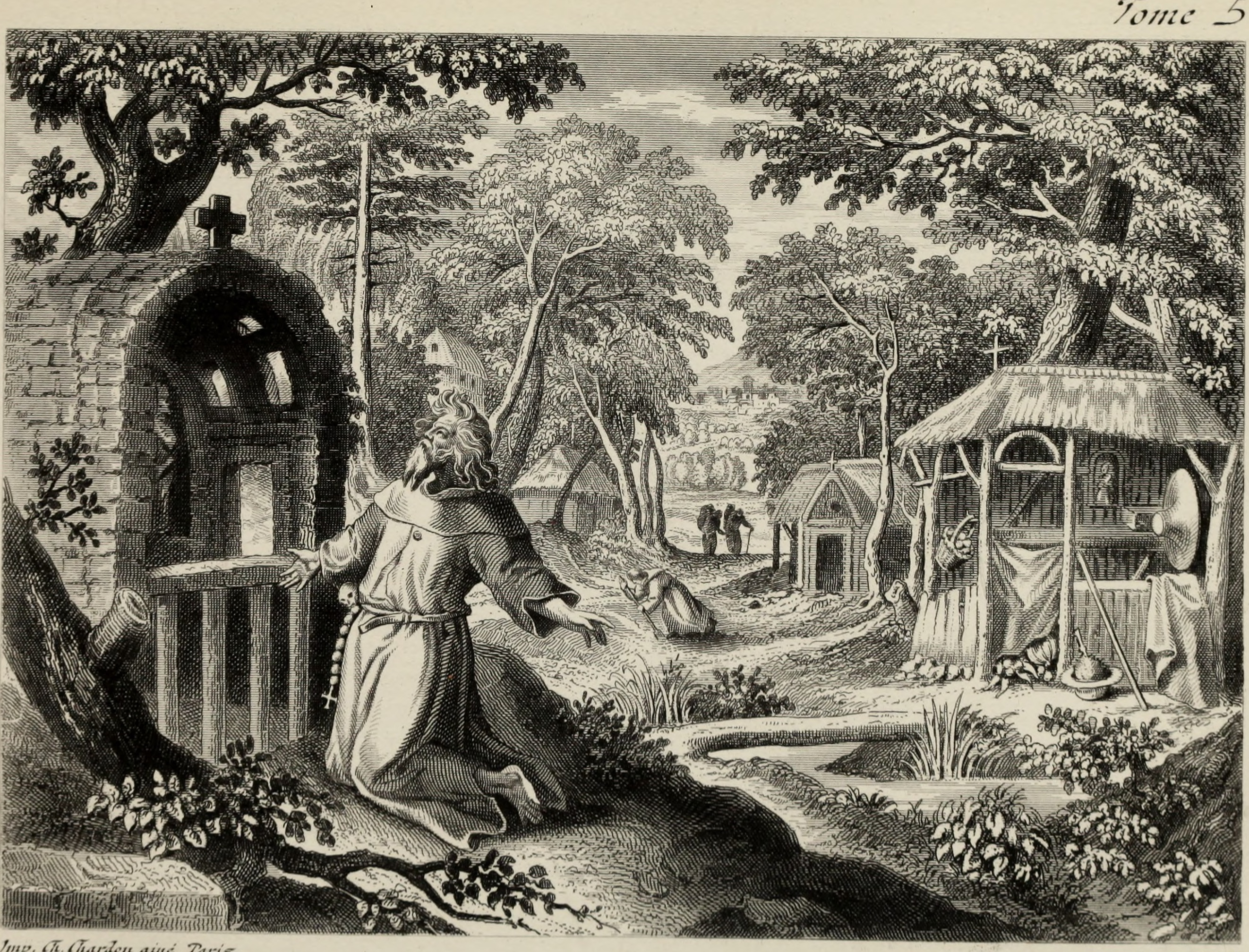
Image représentant Aphraate le Sage dans Les Vies des Pères des déserts d'Orient : leur doctrine spirituelle et leur discipline monastique (1886).

Aphraate (en syriaque Aphrahat, en grec Άφραάτης, en latin Aphraates), très tôt désigné par la périphrase le Sage persan (en syriaque Ḥakkimā phārsāyā), est un écrivain religieux de langue syriaque ayant vécu dans la première moitié du IVe siècle, le plus ancien auteur, avec Éphrem de Nisibe, de la littérature chrétienne syriaque. Il est l'auteur de vingt-trois lettres dont la visée est l'instruction ou l'exhortation, qui sont intitulées Démonstrations ou Exposés (en syriaque Taḥwiāthā), et dont la rédaction s'échelonne de 336-337 à 345. Il est commémoré le 29 janvier selon le Martyrologe romain.

## L'homme
Le nom Aphrahat est la forme syriaque du nom pehlevi Frahāt (grec Φραάτης, nom de cinq rois parthes), en persan moderne Farhād. L'attribution de ce nom à l'auteur des Démonstrations est attestée assez tardivement (Hasan bar Bahlul au Xe siècle, puis Élie de Nisibe, Bar-Hebraeus et Ébedjésus de Nisibe). Auparavant il a souvent été connu sous le nom de Jacques, son nom de baptême chrétien, ce qui l'a fait confondre dès le Ve siècle avec l'évêque Jacques de Nisibe, à qui les Démonstrations ont été souvent et longtemps attribuées. Cependant celui-ci est mort vers 340, et vivait sur le territoire de l'Empire romain (auquel Nisibe a appartenu jusqu'en 363), tandis que le véritable auteur des Démonstrations vivait dans le royaume des Sassanides sous le règne de Shapur II. 
Théodoret de Cyr le présente comme un ermite d'origine perse qui vivait près d'Antioche sous le règne de l'empereur Valens, qui ayant adhérer à l’hérésie d’Arius, se mit à persécuter les fidèles. Comme Julien Sabas, Aphraate quitta pour un temps le silence et la quiétude de son ascèse pour venir s’opposer à la répression en compagnie de deux prêtres, Flavien et Diodore, qui prirent la tête de l'Église d'Antioche après l'exil de l'évêque Mélèce. 
En 714, Georges, « l'évêque des Arabes », dans une lettre à un presbytre Josué qui l'interrogeait sur la doctrine du « Sage persan », avouait ne pas connaître son nom.
On connait donc peu de choses de la biographie de l'auteur des Démonstrations, sinon qu'il vivait sur le territoire perse (les textes sont datés à la fois par l'ère séleucide et par les années de règne de Shapur II) et qu'il a dû mourir peu après 345. Le texte no 6 de la série, daté de 337, semble indiquer qu'il appartenait à une communauté d'ascètes ; une note marginale dans un manuscrit de 1364 (B. L. Orient. 1017) le qualifie d'« évêque de Mar Mattaï », un monastère très ancien près de Mossoul, mais cette note très tardive pourrait paraître anachronique.  La Démonstration 14, une lettre circulaire émanant d'un synode, a fait penser à l’orientaliste William Wright, et à d'autres, qu'il fut en tout cas évêque, et sans doute dans la lignée de Jacques le Juste, premier épiscope de Jérusalem, figure et référence de la communauté judéo-chrétienne d’Aphraate.
Il est fêté par l’Église syriaque orthodoxe, l’Église orthodoxe orientale, les Églises catholiques orientales et par l’Église catholique romaine le 29 janvier.

## L'œuvre
Sur les vingt-trois Démonstrations, vingt-deux sont classées par ordre alphabétique de la première lettre du premier mot (l'alphabet syriaque ayant vingt-deux lettres). Cependant, elles sont datées de trois périodes distinctes. 
- Les dix premières, datées de 336-337, traitent de questions relatives à la vie chrétienne et à l'organisation de l'Église : 1. sur la foi ; 2. sur la charité ; 3. sur le jeûne ; 4. sur la prière ; 5. sur les guerres ; 6. sur les membres de la communauté ascétique ; 7. sur les pénitents ; 8. sur la résurrection ; 9. sur l'humilité ; 10. sur les pasteurs.

- Une deuxième série de douze, rédigée en 344, dans une période de violente persécution ouverte par l'exécution du métropolite Simon en 341, est marquée par la présence dans plusieurs textes de thèmes apocalyptiques, et aussi, dans quatre d'entre eux, du souci de définir le rapport du christianisme au judaïsme, très présent en Mésopotamie à cette époque : 11. sur la circoncision ; 12. sur la Pâque ; 13. sur le sabbat ; 14. sur la prédication ; 15. sur la distinction des aliments ; 16. sur la vocation des Gentils ; 17. sur Jésus le Messie ; 18. sur la virginité ; 19. sur la dispersion d'Israël ; 20. sur l'aumône ; 21. sur la persécution ; 22. sur la mort et les fins dernières.

Une table des matières de ces vingt-deux Démonstrations, avec contenus et dates, et mention du principe alphabétique, se trouve à la fin de la dernière (Dém. 22, § 25). Un vingt-troisième texte, qui ne s'intègre pas dans la série alphabétique, a été écrit en 345 : il est intitulé « sur la grappe de raisin » parce qu'il part de cette image qu'on trouve par exemple en Isaïe 65, 8, et il traite de l'accomplissement de la promesse messianique d'Adam à Jésus-Christ.
L'œuvre n'a d'abord été connue en Occident que dans une traduction arménienne datant du Ve siècle, due probablement à un disciple de Mesrop Machtots, et qui ne couvrait que dix-neuf textes ; d'ailleurs attribuée à l'époque à Jacques de Nisibe, elle fut publiée en 1756 par le cardinal Nicolò Maria Antonelli. La collection entière en syriaque fut retrouvée dans les manuscrits du monastère Sainte-Marie-Deipara du désert de Nitrie entrés au British Museum en 1841 (les Nitrian manuscripts). L'editio princeps en fut faite par W. Wright en 1869.

## Caractères de l'œuvre
Ce qui a d'abord frappé les commentateurs des Démonstrations, c'est à quel point elles sont étrangères aux controverses christologiques qui agitaient à la même époque l'Église dans l'Empire romain, notamment depuis le concile de Nicée de 325, auquel aucun représentant de l'Église de l'Orient n'avait assisté. Le Credo d'Aphraate paraît très proche des professions de foi judéo-chrétiennes primitives : « Il faut croire en Dieu le Seigneur de toutes choses, qui a créé le ciel et la terre et les mers et tout ce qu'ils contiennent. Il a fait Adam à son image ; il a donné la Loi à Moïse ; il a envoyé son Esprit sur les prophètes ; ensuite il a envoyé son Christ dans le monde. Il faut croire en la résurrection des morts. Il faut croire dans le sacrement du baptême. Telle est la foi de l'Église de Dieu. » En fait d'hérésies, il mentionne l'activité des valentiniens, des marcionites et des manichéens, mais ne fait aucune allusion à Arius ni à l'arianisme.
Sur l'organisation de l'Église de l'Orient à son époque, Aphraate rapporte qu'un évêque se trouve à la tête de chaque communauté, mais qu'il peut y avoir plusieurs évêques par cité. Les sacrements administrés sont : le baptême, qui remplace la circoncision et est conféré la nuit de Pâques par les prêtres ; la confirmation donnée à la suite du baptême ; l'eucharistie ; la pénitence ; l'onction pour le perfectionnement des chrétiens et pour les malades ; l'ordre. Le mariage n'est pas cité. Le baptême, conféré à des adultes, s'accompagnait de vœux, semble-t-il de vœux de virginité. Les ascètes, hommes ou femmes dévoué(e)s appelé(e)s bnay qyāmā (« les fils du statut », c'est-à-dire du vœu), ou iḥidhāyé (« solitaires », c'est-à-dire peut-être simplement sans conjoint), ont suscité beaucoup d'intérêt dans les recherches sur la genèse du monachisme syrien, très différent à l'origine de l'érémitisme égyptien : « Si un homme qui aime la vie solitaire désire pourtant qu'une femme, liée comme lui par un vœu, habite avec lui, mieux vaut pour lui dans ce cas se marier ouvertement, et ne pas être corrompu par la luxure. Même chose pour la femme : quitte à ne pas être séparée du solitaire, qu'elle se marie ouvertement. La femme s'est engagée à vivre avec les femmes, l'homme avec les hommes. Si un homme désire persévérer dans la sainteté, que son épouse ne vive pas avec lui, sinon il retournera dans sa condition antérieure, et sera considéré comme un adultère. »
Un autre point beaucoup étudié est la présence très importante des textes bibliques dans les Démonstrations : Aphraate se définit lui-même comme « un disciple des saintes écritures », et une bonne part de ses textes sont une broderie à partir de citations bibliques. W. Wright, dans son édition, a constitué un index spécial de ces citations. Ce savant pensait qu'Aphraate citait toujours la Peshitta, mais de mémoire ; d'autres sont d'avis que pour les Évangiles, il ne cite que la version syriaque du Diatessaron de Tatien. Il ne cite ni les Épîtres catholiques, ni l'Apocalypse.

## Éditions des textes
- W. Wright (éd.), The Homilies of Aphraates (texte syriaque uniquement; traduction anglaise annoncée jamais publiée), Londres, 1869.
- J. Parisot (éd.), Aphraatis Demonstrationes I-XXII (texte syriaque, traduction latine et notes), Patrologia Syriaca, vol. 1, 1894; Aphraatis Demonstratio XXIII (texte syriaque, traduction latine et notes), Patr. Syr., vol. 2, 1907.
- Marie-José Pierre (éd.), Les Exposés I-X et Les Exposés XI-XXIII (traduction française, introduction et notes), Sources Chrétiennes no 349 et 359, 1988 et 1989.

## Études
- (de) Paul Schwen, Afrahat: Seine Person Und Sein Verständnis Des Christentums, 1907, réimpr. Kessinger Publishing, 2009.
- (en) Franck Gavin, « Aphraates and the Jews », dans Journal of the Society of Oriental Research 7, 1923, p. 95 sqq.
- (de) Ignatius Ortiz de Urbina, Die Gottheit Christi bei Afrahat, Rome, 1933.
- (en) E. J. Duncan, Baptism in the Demonstrations of Aphrahat, Washington, 1945.
- (en) Arthur Vööbus, History of Asceticism in the Syrian Orient, 3 vol., CSCO 184-197-500 (Subs. 14-17-81), Louvain, Peeters, 1958.